# Theresa Ochoa Woodell
Theresa Jean Ochoa Woodell (Cusco, 1968) es una médica peruana especialista en estudiar las principales causas de mortalidad infantil: neumonía, diarrea, infecciones neonatales, desnutrición infantil y los factores protectores de la leche materna.    Es Profesora Principal de Pediatría en la Universidad Peruana Cayetano Heredia (UPCH) y Profesora Asociada de Epidemiología en el Centro de Ciencias de la Salud de la Universidad de Texas en Houston, Estados Unidos. Fue incluida en la lista de las 50 mujeres más poderosas del Perú elaborada por la revista Forbes y en el libro “Tengo el orgullo: Cien historias extraordinarias de peruanos que hacen patria”.

## Biografía

### Primeros años y educación
Nació en Cusco, Perú. Desde pequeña deseaba estudiar medicina. Por ello, se trasladó a Lima para seguir estudios en la Facultad de Medicina Alberto Hurtado de la Universidad Peruana Cayetano Heredia y, en 2001, obtuvo el título de especialista en medicina pediátrica. Realizó una especialización en enfermedades infecciosas en la Escuela de Medicina de la Universidad de Texas en Houston. Además, posee una maestría en Medicina con mención en Enfermedades Infecciosas Pediátricas por la UPCH.

### Carrera
Su trayectoria profesional se ha centrado en las enfermedades infecciosas pediátricas y la investigación. Comenzó a trabajar en la Universidad Peruana Cayetano Heredia (UPCH) como Profesora Asociada de Pediatría en 2005, combinando la docencia con la investigación. Desde 2006, también se desempeña como Profesora Asociada de Epidemiología en el Centro de Ciencias de la Salud de la Universidad de Texas en Houston, enfocándose en investigación en enfermedades infecciosas.
Ha ocupado diversos cargos de liderazgo en investigación y gestión institucional. Entre 2007 y 2017, fue Jefa del Laboratorio de Enfermedades Entéricas, Nutrición y Resistencia Antimicrobiana del Instituto de Medicina Tropical Alexander von Humboldt. En 2011, asumió la jefatura del Laboratorio de Enfermedades Infecciosas Pediátricas (LIP), función que continúa ejerciendo. De 2016 a 2018, lideró la Unidad Integrada de Investigación, Ciencia y Gestión Tecnológica en la UPCH. En 2019, fue nombrada Directora del Instituto de Medicina Tropical Alexander von Humboldt, donde supervisó diversas iniciativas de investigación en enfermedades infecciosas, hasta febrero de 2025.
Desde 2019, es Investigadora Principal para Perú en un estudio financiado por los Institutos Nacionales de Salud (NIH) de los Estados Unidos sobre el virus del Zika durante el embarazo. Posee vasta experiencia conduciendo estudios de ciencias básicas y ensayos clínicos  en países de ingresos bajo-mediano. Durante la pandemia COVID-19, su experiencia fue clave para lider un ensayo clínico fase 3 sobre vacunas de ARNm contra el coronavirus. Ha publicado más de 136 artículos científicos indexados en Scopus, por ello el registro de investigadores del Perú, RENACYT, le ha otorgado el "Nivel Investigador Distinguido". Además, ha recibido financiamiento para investigación de los Institutos Nacionales de Salud de los Estados Unidos, la Fundación Gates, la Agencia Española de Cooperación Internacional para el Desarrollo (AECID) y el Fondo para las Américas (FONDAM), entre otros.

## Investigación
Theresa Ochoa inició su carrera médica como residente en Lima, etapa que marcaría el eje de sus investigaciones posteriores. En sus primeros años, centró sus esfuerzos en el estudio de la resistencia bacteriana en infecciones causadas por el neumococo,un patógeno que causa neumonía, una de las principales causas de muerte en niños menores de cinco años. Su trabajo ha contribuido significativamente al fortalecimiento de la base de conocimientos del Ministerio de Salud del Perú, especialmente en lo referente a la prevalencia de serotipos y a tomar la decisión de introducir la vacuna contra este patógeno. Su investigación sobre la resistencia antibiótica ha influido en la elaboración de guías de manejo de neumonía. Más de veinticinco años después, Ochoa se ha consolidado como asesora gubernamental clave y experta latinoamericana en programas de vacunación contra esta bacteria. Su trabajo actual continúa enfocado en el seguimiento de los serotipos circulantes, en especial aquellos que podrían reemplazar a cepas ya cubiertas por la vacuna.
Otro campo de investigación crucial ha sido el estudio de la diarrea infantil, donde ha investigado enteropatógenos y sus factores de riesgo, así como posibles tratamientos.  Esta línea de investigación se inició cuando obtuvo una beca de especialización en Enfermedades Infecciosas Pediátricas en la Facultad de Medicina de la Universidad de Texas, en Houston, Estados Unidos, donde estudió la fisiopatología de los enteropatógenos bajo la dirección de Thomas Cleary. Posteriormente, continuó su formación en enfermedades infecciosas globales como becaria posdoctoral Fogarty en el Baylor College of Medicine, también en Houston. Junto a Cleary, Ochoa llevó a cabo investigaciones exhaustivas sobre los posibles efectos protectores de la lactoferrina, un componente de la leche materna. Sin embargo, los ensayos clínicos a gran escala evidenciaron que la lactoferrina ofrecía una protección limitada frente a la diarrea invasiva o la sepsis neonatal en niños prematuros con alta vulnerabilidad. Ochoa planteó la hipótesis de que esta limitada eficacia podría deberse a que “la lactoferrina es solo una parte del conjunto completo que constituye la leche materna”.
Ochoa ha realizado importantes contribuciones en el estudio de los factores protectores de la leche materna, enfocándose particularmente en la lactoferrina, un compuesto con propiedades antimicrobianas que ha demostrado ofrecer protección frente a infecciones en neonatos, especialmente en los más vulnerables. Su investigación abarca tanto el análisis de muestras maternas como la suplementación en niños, con el objetivo de prevenir enfermedades como la diarrea y, más recientemente, infecciones en recién nacidos prematuros. Estos estudios han permitido profundizar en el conocimiento del papel de la leche materna —rica en anticuerpos, oligosacáridos y lactoferrina— en la salud temprana infantil, promoviendo prácticas que contribuyen a disminuir la incidencia de infecciones en los primeros días de vida. Ochoa ha subrayado la relevancia de esta línea de investigación como una herramienta clave para fomentar la concienciación entre padres y profesionales de la salud, orientada a mejorar el bienestar de los niños.
Además de sus líneas de investigación principales, el equipo liderado por Ochoa trabaja en el desarrollo de una prueba isotérmica de diagnóstico en el punto de atención para identificar uno de los seis tipos conocidos de Escherichia coli diarrogénica, responsable de infecciones invasivas. Ochoa ha señalado que, mientras que en los países desarrollados existen paneles de pruebas genéticas y equipos PCR de alto costo que permiten realizar estos diagnósticos, en regiones como la selva peruana puede no haber ni siquiera un hospital cercano. Por ello, una prueba sencilla y económica para detectar estos patógenos en niños de zonas remotas podría salvar muchas vidas.
Asimismo, investiga el rotavirus en colaboración con la Universidad de California en San Diego, analizando la microbiota intestinal de niños en Perú, Panamá y Estados Unidos. El objetivo es comprender la relación entre esta microbiota y la menor eficacia de la vacuna contra el rotavirus observada en América Latina.

## Impacto en políticas públicas
La labor investigativa de Theresa Ochoa ha influido de manera decisiva en el desarrollo de políticas de salud pública en Perú, especialmente en lo referente a la implementación de vacunas y el control de enfermedades infecciosas. Sus estudios sobre el Streptococcus pneumoniae (neumococo) aportaron evidencia fundamental para recomendar la inclusión de una vacuna específica en el esquema nacional de inmunización. Asimismo, sus investigaciones en el ámbito de la resistencia antimicrobiana han sido determinantes en la formulación de guías clínicas oficiales, contribuyendo al fortalecimiento de estrategias para el uso racional de antibióticos.

## Premios y reconocimientos
Theresa Ochoa ha sido reconocida por sus contribuciones a la medicina y la investigación. Fue incluida en la lista de las 50 mujeres más poderosas del Perú elaborada por la revista Forbes.
Entre sus distinciones más destacadas se encuentran:
- Premio a la Investigadora Joven (Young Investigator Award, EE. UU.) en la VII Conferencia Internacional sobre Lactoferrina 2005.[13]
- Premio Internacional de Viaje para Jóvenes Investigadores en la 44.ª Reunión Anual de la Sociedad Américama de Enfermedades Infecciosas (Infectious Diseases Society of America, IDSA), Canadá.[13]
- Ganadora del Grand Challenges Explorations Grant de la Fundación Bill & Melinda Gates (EE. UU.).[8]
- Reconocimiento como Líder Emergente en Enfermedades Infecciosas (Emerging Leader in Infectious Diseases) otorgado por la Sociedad Internacional de Enfermedades Infecciosas (International Society for Infectious Diseases, ISID, EE. UU.)
- Premio Nacional del Perú "Por las Mujeres en la Ciencia" 2021 otorgado por L'Oreal Unesco[8]
- En 2024, la revista The Lancet publicó un detallado perfil de la Dra. Ochoa destacando su trayectoria y sus contribuciones significativas en el campo de la medicina e investigación.[6][14]
- En 2024, su historia fue incluída en el libro “Tengo el orgullo: Cien historias extraordinarias de peruanos que hacen patria” [5]
- En 2025 fue distinguida como Chevalier de l’Ordre de Léopold, una de las más altas condecoraciones otorgadas por el Reino de Bélgica, otorgada en honor a su trayectoria académica y a su incansable labor en mejorar la salud de las comunidades más vulnerables. [15][16]